# Флоролакт
Флоролакт — Пребиотический комплекс сахаридов разной длины цепи.

## Состав
- Лактитол
- Фруктоолигосахариды инулина
- Гуммиарабик

## Общая информация
В состав пребиотического комплекса Флоролакт входят три типа растворимых пищевых волокон в сбалансированной пропорции, которые действуют на протяжении всей толстой кишки. Состав препарата оптимален с точки зрения эффективности действия и числа побочных эффектов. Флоролакт оказывает синергическое воздействие на микрофлору кишечника, при котором наблюдается усиление пребиотического действия, т.е. эффективность сочетанного действия препарата выше суммы эффективности отдельных компонентов.

## Механизм действия
Растворимые пищевые волокна служат питательной средой для полезной микрофлоры кишечника. При их расщеплении бактериями происходит синтез короткоцепочечных жирных кислот (КЦЖК), являющихся важнейшими элементами для жизнедеятельности организма: ацетата (уксусная кислота), пропионата (пропионовая кислота), бутирата (масляная кислота).

1. Ацетат является энергетическим субстратом для мышц и внутренних органов.
2. Пропионат оказывает гиполипидемическое, гипоаммониемическое и противоинфекционное действие в печени.[2]
3. Бутират является основными энергетическим субстратом для клеток слизистой оболочки толстого кишечника.[3]

## Показания
Профилактика и лечение дисбиоза у пациентов:
- с метаболическим синдромом (ожирение, артериальная гипертензия, ИБС, нарушения липидного обмена);
- находящихся на диете (например, программы снижения веса);
- с хроническими заболеваниями печени (стеатоз, гепатиты и пр.);
- после кишечных инфекций (в постинфекционный период);
- с постинфекционным синдромом раздраженного кишечника (СРК);
- с целью размягчения стула в медицинских целях (анальные трещины, геморрой и пр.);
- с запорами, с СРК с запором.

## Правила приёма препарата
Взрослым и детям старше 14 лет. Перед применением растворить в 50-100 мл воды комнатной температуры.
- Для профилактики нарушений деятельности кишечника и для восстановления микрофлоры толстой кишки (при дисбактериозе), для нормализации метаболизма:

1. 5 г (1 пакетик) 1-2 раза в день в течение месяца

- Для нормализации стула при запоре:

1. Начальная доза : 5-10 г (1-2 пакетика) в день. При необходимости возможно увеличение дозы до 15-20 г (3-4 пакетика) в день. Принимать до нормализации стула
2. Далее - переход на пребиотическую дозу: 5 г (1 пакетик) 1-2 раза в день в течение месяца

## Побочные эффекты
Побочное действие препарата проявляется в виде абдоминальных симптомов (метеоризм, вздутие живота). Сочетанное применение фруктоолигосахаридов с гуммиарабиком позволяет улучшить переносимость фруктоолигосахаридов, при этом выраженность абдоминальных симптомов в процентах по интегральной шкале снижается практически в два раза.

## Противопоказания
Индивидуальная непереносимость компонентов, беременность, кормление грудью. Перед применением рекомендуется проконсультироваться с врачом.